# Stéphane Cueff
Pour les articles homonymes, voir Cueff.
Stéphane Cueff, né le 14 octobre 1969 à Landivisiau, est un coureur cycliste français. Il évolue au niveau professionnel de 1995 à 1999.

## Palmarès
- 1990
  - Grand Prix Gilbert-Bousquet
  - Boucles du Finistère
- 1991
  - Tour de Seine-et-Marne :
    - Classement général
    - Une étape

  - Une étape du Circuit berrichon
  - Paris-Connerré
  - 2e de Paris-Roubaix amateurs
- 1992
  - 3e étape du Tour Nivernais Morvan
  - 2e du Circuit des Deux Ponts
  - 2e du Tour de Seine-et-Marne
  - 3e de Liège-Bastogne-Liège amateurs
- 1993
  -  Champion de France du contre-la-montre par équipes
  - 4eb étape des Quatre Jours de l'Aisne (contre-la-montre)
  - Deux étapes du Tour d'Émeraude
  - Trois Jours de Cherbourg :
    - Classement général
    - 1re étape

  - 3e du Tour de Seine-et-Marne
- 1995
  - 3e du Bol d'Air creusois
- 1996
  - Ruban granitier breton
  - 2e du Duo normand (avec Jean-François Anti)
- 1997
  - 3e du Grand Prix de Lillers
- 1998
  - Grand Prix d'Isbergues

## Résultats sur les grands tours

### Tour de France
1 participation
- 1997 : 138e